# Полянівська сільська рада
| Полянівська сільська рада — колишній орган місцевого самоврядування у Мелітопольському районі Запорізької області з адміністративним центром у с. Полянівка. Історична дата утворення: в 1945 році (раніше Ейгенфельдська). Сільській раді підпорядковані населені пункти: - с. Полянівка - с. Верховина - с. Золота Долина - с. Лазурне - с. Мар'ївка |

## Склад ради
Рада складається з 16 депутатів та голови.

### Керівний склад ради
| ПІБ                       | Основні відомості                                                                                     | Дата обрання | Дата звільнення |
| ------------------------- | --- | ------------ | --------------- |
| Черентаєва Надія Іванівна | Сільський голова, 1953 року народження, освіта, член Соціал-демократичної партії України (об'єднаної) | 26.03.2006   | 31.10.2010      |

Примітка: таблиця складена за даними джерела